# Brachoria hubrichti
Brachoria hubrichti är en mångfotingart som beskrevs av Keeton 1959. Brachoria hubrichti ingår i släktet Brachoria och familjen Xystodesmidae. Inga underarter finns listade i Catalogue of Life.